# Mouvement européen Royaume-Uni
European Movement United Kingdom
Le Mouvement européen-Royaume-Uni (en anglais European Movement United Kingdom) est la branche britannique du Mouvement européen international.

## Histoire
Le Mouvement britannique a été créé en 1949 par la signature de ses statuts.
Le Mouvement britannique a promu l'adhésion du Royaume-Uni dans la Communauté économique européenne et a soutenu, en 1975, le maintien du Royaume-Uni au sein de celles-ci.
Par la suite, le Mouvement a soutenu les élections au suffrage universel direct au Parlement européen.
En 2016, dans le cadre du référendum sur l'appartenance du Royaume-Uni à l'Union, le Mouvement soutient le maintien dans l'Union européenne. Il met notamment en place un mythbuster afin de décoder certains mythes liés à l'appartenance britannique.

## Sources